# 韋爾斯維爾 (堪薩斯州)
韋爾斯維爾（英語：Wellsville）是一個位於美國堪薩斯州富蘭克林縣的城市。

## 地方資料
根據2020年美國人口普查的數據，韋爾斯維爾的面積為3.67平方千米，當中陸地面積為3.65平方千米，而水域面積為0.02平方千米。當地共有人口1857人，而人口密度為每平方千米505.99人。